# Евфимий (Подрез)

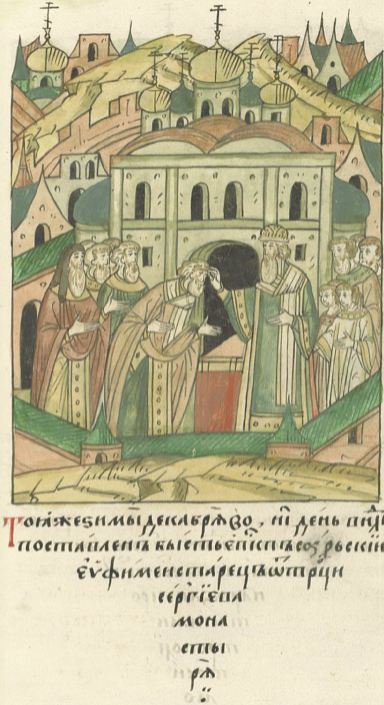
Посвящение Евфимия в епископы Сарские

Епископ Евфимий Подрез (ум. 12 июня 1499) — епископ Русской православной церкви, епископ Сарайский (Сарский) и Подонский (епископ Крутицкий).

## Биографии
До возведения в епископский сан он был иноком Троице-Сергиевой лавры.
18 декабря 1496 года хиротонисан во епископа Сарского и Подонского.
Скончался 12 июня 1499 года. Погребен в Крутицкой церкви Успения Божией Матери.